# Pedioplanis benguellensis
Espèce
Synonymes
- Eremias benguellensis Bocage, 1867

Pedioplanis benguellensis est une espèce de sauriens de la famille des Lacertidae.

## Répartition
Cette espèce se rencontre dans le sud-ouest de l'Angola et dans le nord de la Namibie.

## Étymologie
Son nom d'espèce, composé de benguell[a] et du suffixe latin -ensis, « qui vit dans, qui habite », lui a été donné en référence au lieu de sa découverte, Benguela.

## Publication originale
- Bocage, 1867 : Diagnoses de quelques reptiles nouveaux de l’Afrique occidentale. Jornal de Sciencias Mathematicas, Physicas e Naturaes Academia Real das Sciencias de Lisboa, vol. 1, no. 3, p. 229-232 (texte intégral).